# Зубов, Пётр Иванович
Пётр (Петерис) Иванович Зубов (1901—1957) — советский военачальник, участник Великой Отечественной войны, Герой Советского Союза (29.06.1945). Генерал-лейтенант (8.08.1955).

## Молодость и гражданская война
Пётр Зубов родился 4 июля 1901 года в посёлке Рамава (ныне — Рижский район Латвии). Латыш. После окончания начальной школы работал на заводе компании «Зингер» в Подольске. После Октябрьской революции вступил в Красную Гвардию. В том же месяце записался в части латышских стрелков, зачислен в 9-й Латышский стрелковый полк, который дислоцировался в Петрограде и нёс охрану правительства РСФСР и В. И. Ленина в Смольном институте.
При создании в феврале 1918 года полк был зачислен в состав Рабоче-крестьянской Красной Армии. Участвовал в боях Гражданской войны. При переезде советского правительства из Петрограда в Москву в апреле 1918 года П. Зубов с полком также был переброшен в Москву и нёс службу по охране Московского Кремля. В июле 1918 года участвовал в подавлении восстания левых эсеров в Москве. В начале сентября с полком прибыл на Южный фронт, участвовал в боях против Донской армии генерала П. Н. Краснова. 16 сентября был ранен в бою под Новохопёрском, лечился в госпитале в Калуге. С декабря 1918 года вернулся в полк, воевал на Северном фронте в Прибалтике, с лета 1919 на Западном фронте против польской армии, затем на Южном фронте против П. Н. Врангеля. В августе 1920 года окончил школу младших командиров при 2-м кавалерийском полку Отдельной Латышской кавалерийской бригады, продолжил службу в этом полку командиром взвода, участвовал в Перекопско-Чонгарской операции и в борьбе с отрядами Н. Махно в Крыму.
Член ВКП(б) с 1920 года.

## Межвоенное время
С мая 1921 по октябрь 1923 года командовал взводом Латышской кавалерийской бригады 15-й Сивашской стрелковой дивизии. Затем убыл на учёбу. В 1925 году П. И. Зубов окончил кавалерийское отделение Киевской объединённой военной школы. С августа 1925 по сентябрь 1927 года служил в 70-м кавалерийском полку Белорусского военного округа (Могилёв): командир взвода, начальник полковой школы, командир эскадрона.
В 1928 году окончил военно-политические курсы в Москве. С июля 1928 года служил в 82-м кавалерийском полку 8-й горно-кавалерийской бригады Туркестанского военного округа: политрук эскадрона, командир запасного пулемётного эскадрона, политрук полковой школы, командир эскадрона, начальник полковой школы. Несколько лет воевал против басмачей в Средней Азии, в том числе против отрядов Джунаид-хана, Ибрагим-бека, Керим-хана и других. Во время службы в этом полку в 1931 году окончил кавалерийские курсы усовершенствования комсостава РККА в Новочеркасске. За боевые отличия награждён орденом Красной Звезды в 1936 году. В декабре 1936 года назначен начальником штаба 81-го горно-кавалерийского полка 7-й горно-кавалерийской бригады Среднеазиатского военного округа, после ареста командира полка в период сталинских репрессий с 1937 года временно исполнял должность командира полка.
В июле 1938 года и сам был арестован. Содержался в тюрьме в Сталинабаде. Через год освобождён в связи с прекращением дела. Восстановлен в РККА.
С июля 1939 — помощник командира 30-го кавалерийского полка 5-й Ставропольской кавалерийской дивизии имени тов. Блинова 2-го кавалерийского корпуса. В сентябре 1939 года участвовал в походе РККА в Западную Украину, летом 1940 — во вводе РККА в Бессарабию. С октября 1940 года командовал 11-м кавалерийском полком в той же дивизии, входившего в состав Одесского военного округа.

## Великая Отечественная война
Майор П. И. Зубов участвовал в Великой Отечественной войне с июня 1941 года в той же должности. В составе 9-й армии Южного фронта участвовал в Приграничных сражениях в Молдавии и в Тираспольско-Мелитопольской оборонительной операции. В сентябре 1941 года весь корпус был переброшен на Юго-Западный фронт, где внёс больший вклад в восстановление обороны фронта, почти полностью погибшего в Киевском котле. В ноябре корпус переброшен на Западный фронт и вновь отличился в оборонительных сражениях битвы за Москву на Каширском направлении. Затем участвовал в Калужской и Ржевско-Вяземской наступательных операциях. За выдающиеся подвиги в Московской битве 11-й кавалерийский полк П. И. Зубова стал 1-м гвардейским кавалерийским полком, а 2-й кавалерийской корпус — 1-м гвардейским кавалерийским корпусом. В ноябре 1941 года награждён орденом Красного знамени (ещё за бои на Южном фронте).
В последней операции полк подполковника Зубова не смог исполнить приказ о прорыве немецкой обороны на Варшавском шоссе, за что был военным трибуналом 1-го гвардейского кавалерийского корпуса приговорён к 10 годам исправительно-трудовых лагерей с отсрочкой исполнения приговора. При этом он был оставлен в должности командира полка, а через два дня после вынесения приговора полк ушёл в рейд по немецким тылам. В составе группы войск генерала П. А. Белова пять месяцев сражался в немецком тылу на Вяземском направлении. Ещё находясь в немецком тылу, в мае 1942 года с него была снята судимость, а приказом по войскам Западного фронта от 31 мая 1942 года Зубов П. И. награждён вторым орденом Красного Знамени.
После выхода из немецкого тыла с июня 1942 года был заместителем командира 2-й гвардейской кавалерийской дивизии на Западном фронте. В августе 1942 года дивизия в составе 16-й армии участвовала в отражении наступления противника из района города Жиздры. В декабре 1942 года был направлен на учёбу и в мае 1943 года окончил ускоренный курс Высшей военной академии имени К. Е. Ворошилова.
2 августа 1943 года был назначен командиром 13-й гвардейской кавалерийской дивизии 6-го гвардейского кавалерийского корпуса Западного фронта. Там дивизия отличилась в Смоленской наступательной операции. В январе 1944 года дивизию передали 13-й армии 1-го Украинского фронта, в составе которой она участвовала в Ровно-Луцкой операции (освободив Ровно, Луцк и Здолбунов), в Проскуровско-Черновицкой операции. 7 февраля дивизия получила почётное наименование «Ровненская», а через два месяца генерал-майор Зубов был снят с должности и назначен с понижением заместителем командира 148-й стрелковой дивизии в 60-й армии 1-го Украинского фронта.
С начала июля 1944 года до конца войны П. И. Зубов командовал 322-й стрелковой дивизией 60-й армии 1-го Украинского (с марта 1945 — 4-го Украинского) фронта, которая под его руководством успешно действовала в Львовско-Сандомирской, Висло-Одерской, Нижнесилезской, Моравско-Остравской, Пражской операциях.
Так, при освобождении Львова в июле 1944 года дивизия первой из стрелковых частей вслед за танкистами ворвалась в Львов, в пятидневных боях истребила до 4800 и пленила около 2000 солдат и офицеров врага, уничтожила 14 танков и 170 орудий. В Висло-Одерской операции дивизия только за 3 дня боёв отбила 31 контратаку врага, хорошо действовала в боях за Краков, Ежанув, Троппау и другие города.
Указом Президиума Верховного Совета СССР от 29 июня 1945 года за «умелое руководство боевыми операциями и проявленные при этом мужество и героизм» гвардии генерал-майор Пётр Зубов была присвоено звание Героя Советского Союза с вручением ордена Ленина и медали «Золотая Звезда» за номером 5571.
Участник Парада Победы в Москве 24 июня 1945 года.

## После войны
После окончания войны Зубов продолжил службу в Советской Армии. С 1 июля 1945 года исполнял должность командира 193-й стрелковой дивизии в Северной группе войск (Польша). После её преобразования с декабря 1945 года — командир 22-й механизированной дивизии. В октябре 1946 дивизия была сокращена в 22-й отдельный кадровый механизированный полк 7-й отдельной кадровой танковой дивизии, генерал П. И. Зубов оставлен командиром этого полка. В апреле 1948 года направлен на учёбу.
В 1949 году он окончил полный курс Высшей военной академии имени К. Е. Ворошилова. С марта 1950 — помощник командующего 5-й гвардейской механизированной армии Белорусского военного округа, с сентября 1954 — первый заместитель командующего этой армией. С марта 1957 года — помощник командующего Белорусским военным округом по военно-учебным заведениям.
Скончался 17 ноября 1957 года, похоронен на кладбище Райниса в Риге.

## Награды
- Герой Советского Союза (29.06.1945)
- три орденами Ленина (21.02.1945[9], 6.04.1945[10], 29.06.1945)
- четыре ордена Красного Знамени (12.11.1941, 31.05.1942, 3.11.1944, …)
- орден Кутузова 2-й степени (28.09.1943)[11]
- орден Богдана Хмельницкого 2-й степени (23.09.1944)[12]
- орден Красной Звезды (1.09.1936)
- медаль «За оборону Москвы» (1944)[13]
- другие медали[3][14].